# Charles Webb (auteur)
Pour les articles homonymes, voir Charles Webb.
Charles Richard Webb (né le 9 juin 1939 à San Francisco en Californie et mort le 16 juin 2020 à Eastbourne) est un romancier américain.
Il est surtout connu pour son roman The Graduate (Le Lauréat) (1963), qui a rencontré un grand succès avec le film Le Lauréat en 1967. Charles Webb a reconnu que l'histoire du personnage de Benjamin Braddock – interprété par Dustin Hoffman dans le film – était autobiographique.

## Biographie
Né à San Francisco, il grandit à Pasadena. Diplômé du Williams college en 1961, iI se marie avec Eve Rudd en 1962. Ils divorcent en 1981, pour protester contre l'institution du mariage, mais restent ensemble. Ils se remarient en 2001 par commodité juridique, jusqu'à la mort d'Eve Rudd en 2019. Ils ont deux enfants. Leur anti-matérialisme leur fait adopter un mode de vie frugal, vivant volontiers en camping car, et fréquentant les camps naturistes, faisant dons de leurs droits d'auteur et des biens reçus en héritage.

## Romans
- Le Lauréat (1963)
- Love, Roger (1969)
- The Marriage of a Young Stockbroker (en) (1970)
- Orphans and Other Children (1975)
- The Abolitionist of Clark Gable Place (1976)
- Elsinor (1977)
- Booze (1979)
- New Cardiff (2002) adapté au cinéma en 2003 sous le nom Hope Springs
- Home School (2007)